# Prüfröhrchen

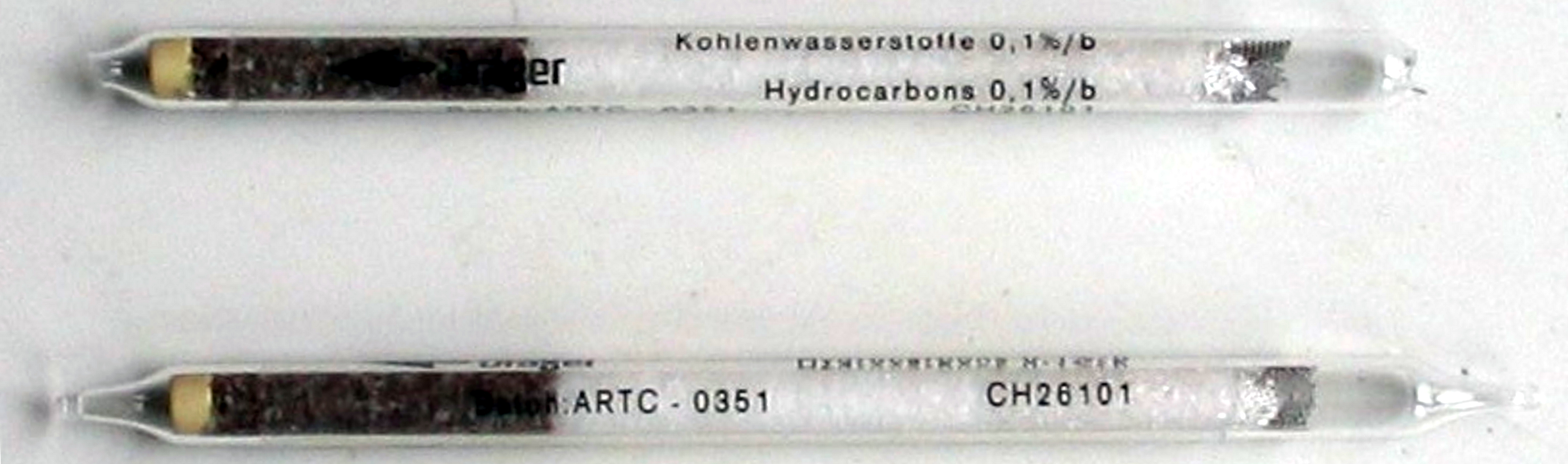
Prüfröhrchen für Kohlenwasserstoffe, unten ungeöffnet, oben geöffnet

Prüfröhrchen (nach Ph. Eur. Gasprüfröhrchen) sind einfach anzuwendende Messhilfsmittel zur Erkennung und Messung von chemischen Substanzen (beispielsweise Schadstoffen) in der Luft.
Prüfröhrchen werden auch heute noch neben modernen elektronischen Geräten eingesetzt. Mit ihnen kann z. B. der Gehalt von Formaldehyd in Wohnräumen gemessen werden. Ein umfangreiches Programm an Prüfröhrchen und Zubehör bietet das Drägerwerk in Lübeck.

## Aufbau
Ein Prüfröhrchen besteht aus einem dünnen Glasrohr, das an den Enden durch Abschmelzen verschlossen ist. Im Inneren sind auf inerten Trägermaterialien Substanzen aufgebracht, die nach einer chemischen Reaktion mit den jeweils nachzuweisenden Stoffen durch Farbänderung eine Indikatorfunktion haben.

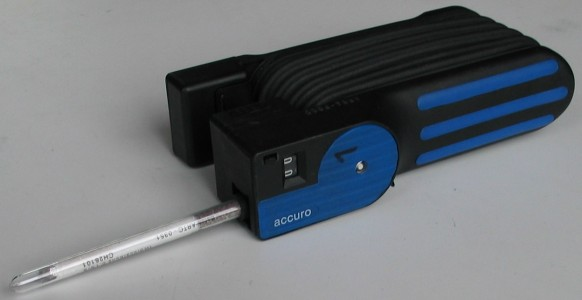
Prüfröhrchen in einer manuellen Gasspürpumpe

Zur Messung werden die Enden des Prüfröhrchens abgebrochen, anschließend wird das Röhrchen mit einem Ende in die sogenannte Gasspürpumpe gesteckt. Dies kann eine einfache Handpumpe sein, bei der durch Zusammendrücken die zu untersuchende Luft durch das Röhrchen geleitet und durch die Anzahl der Hübe das Volumen bestimmt wird. Neuere Pumpen leiten durch einfaches Ziehen eines Kolbens, wie bei einer Luftpumpe, exakt 100 ml Luft durch das Prüfröhrchen. Eine moderne Variante sind elektronisch gesteuerte Pumpen, die das durchströmende Luftvolumen exakt dosieren.
Prinzipiell unterscheidet man zwischen Skalenprüfröhrchen und Farbvergleichsprüfröhrchen.

### Skalenprüfröhrchen
Für die Messung mit den gängigen Prüfröhrchen wird eine genau vorgeschriebene Anzahl Hübe mit der Pumpe gemacht; die Anzahl variiert je nach Schadstoff. Bei Vorliegen eines Schadstoffes verfärbt sich der Indikator und die Schadstoffkonzentration lässt sich an einer Skala auf dem Röhrchen ablesen. Eine Markierung auf dem Röhrchen gibt meist den MAK-Wert wieder.

### Farbvergleichsprüfröhrchen
Die Konzentration des Schadstoffs wird hier anhand der gemachten Hübe ermittelt. Im Röhrchen findet sich eine so genannte Farbvergleichsschicht. Man betätigt solange die Gasspürpumpe bis sich die Indikatorschicht in der exakt selben Farbe befindet wie die Farbvergleichsschicht. Auf einer Tabelle findet man nun die Anzahl Hübe und nebenstehend die Konzentration des Schadstoffs.

## Anwendungsgebiete und Vorgehensweise

### Atemalkoholbestimmung
Ein typisches Anwendungsgebiet für Prüfröhrchen sind die zur Atemalkoholbestimmung eingesetzten Röhrchen, die durch eine Veränderung der tiefgelben Farbe des im Röhrchen vorhandenen Kaliumdichromats zu grün gefärbten Cr(III)-Verbindungen die Anwesenheit von Alkohol in der Ausatemluft anzeigen und so als Vortest für eine gegebenenfalls nachfolgende Blutalkoholbestimmung eingesetzt werden.

### Standardröhrchen
Standardröhrchen werden für die schnelle Untersuchung von bekannten Gasen vor Ort eingesetzt.
Jedes der Präzisions-Gasspürröhrchen enthält spezielle Reagenzien, die auf die zu messende Zielsubstanz feinstufig abgestimmt sind und schnell eine exakt verfärbte Grenzschicht bilden. Insgesamt stehen ca. 300 Standardröhrchen für die Detektion von mehr als 400 Gasen zur Verfügung.
Wird mittels einer präzisen Vakuumpumpe eine definierte Luftmenge durch das Röhrchen gesaugt, verfärbt sich das Reagenz entsprechend der Konzentration der Zielsubstanz. Die Konzentration kann anhand einer kalibrierten Skala direkt auf dem Röhrchen abgelesen werden.

### Simultantest
Zur Ermittlung von Luftschadstoffen kann zunächst mit einem unspezifisch reagierenden Prüfröhrchen durch Verfärbung festgestellt werden, ob in der Umluft überhaupt ein Schadstoff vorliegt. Im Folgenden wird mit verschiedenen Prüfröhrchen eine Prüfreihe durchgeführt und so ermittelt, welcher Schadstoff vorliegt. Hierzu werden von unterschiedlichen Herstellern weit über 160 verschiedene Kurzzeitprüfröhrchen angeboten, so dass eine große Palette unterschiedlicher Schadstoffe detektiert werden kann.

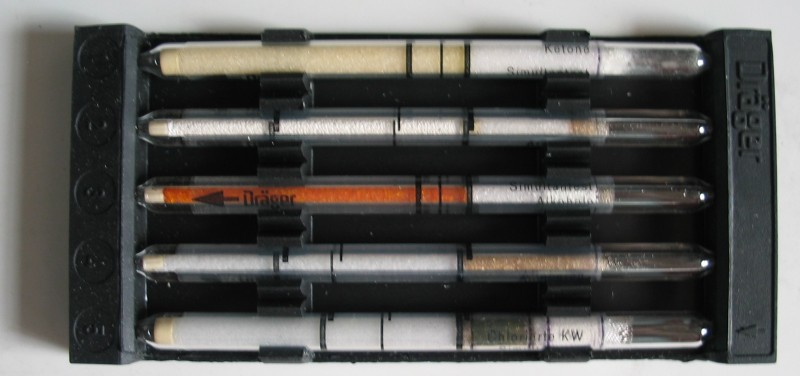
„Simultantest“: Parallele Anordnung mehrerer Prüfröhrchen

Simultane Prüfungen werden angewandt, um es dem Anwender zu ermöglichen, mehrere Schadstoffe gleichzeitig zu detektieren.
Bei der Feuerwehr werden simultane Testverfahren eingesetzt, um einen schnellen Überblick über mögliche freigesetzte Schadstoffe bei Bränden zu erhalten:
- Leitsubstanz-Test für den Nachweis von: Kohlenstoffmonoxid, Blausäure, Salzsäure, Nitrose Gase, Formaldehyd
- Anorganische Brandgase I für den Nachweis von: Saure Gase, Blausäure, Kohlenmonoxid, Basische Gase, Nitrose Gase
- Anorganische Brandgase II für den Nachweis von: Schwefeldioxid, Chlor, Schwefelwasserstoff, Kohlendioxid, Phosgen
- Organische Brandgase für den Nachweis von: Aceton, Toluol, Methanol, Hexan, Perchlorethylen

Es gibt weitere Simultantests für andere Anwendungsbereiche, zum Beispiel für die Messung von chemischen Kampfstoffen.

### Passivsammler
Passivsammler werden zur Ermittlung der Schadstoffkonzentration am Arbeitsplatz oder in Wohnräumen eingesetzt.
Die Röhrchen werden z. B. mittels einer Halterung in Höhe des Atembereichs eines Mitarbeiters befestigt und detektieren über einen Zeitraum von 1 bis 10 Stunden die Exposition des Mitarbeiters.
Die Messung erfolgt dabei über Diffusion. Die durchschnittliche Konzentration wird durch die Beziehung des abgelesenen Messwertes zu der tatsächlichen Probenahmezeit ermittelt.

## Chip-basierte Systeme

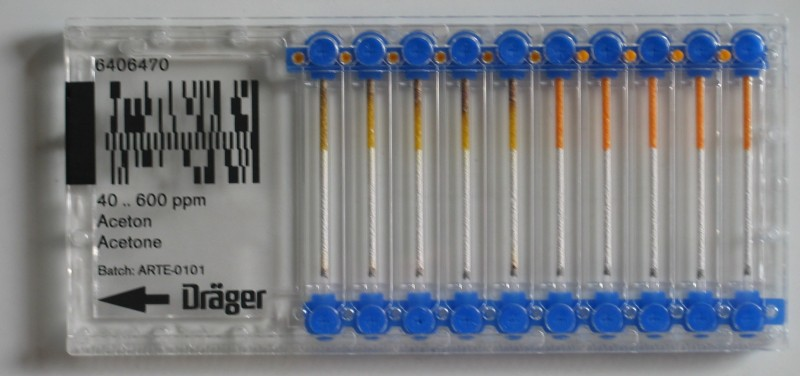
Mess-Chip für Aceton

Durch Weiterentwicklung und Miniaturisierung ist es inzwischen möglich, mehrere Prüfröhrchen auf einem Chip anzuordnen. Dieser Chip wird in ein spezielles Analysengerät gesteckt, in dem auch die Gasspürpumpe enthalten ist. Die Luft wird eingesaugt und anschließend über den Messchip geleitet. Eine Fotoelektronik erkennt die Schadstoffwerte und gibt sie über das Display aus.

## Alternative Messmethoden
Alternative Messverfahren der instrumentellen Analytik sind beispielsweise Photoionisationsdetektoren  bzw. Ionenmobilitätsspektrometer oder Gaschromatographen, speziell solche, die mit Thermodesorptionssystemen gekoppelt sind.